# Lord John's Journal
Lord John's Journal (também conhecido como  The Journal of Lord John) é um filme de mistério silencioso norte-americano de 1915, dirigido por Edward LeSaint baseado em uma história de Harvey Gates. Estrelado por William Garwood no papel principal.

## Elenco
- William Garwood .... Lord John Haselmore
- Stella LeSaint .... Maida Odell
- Ogden Crane .... Roger Odell
- Walter Belasco .... Paola Tostini
- Jay Belasco .... Antonio Tostini
- T. D. Crittenden .... Carr Price
- Doc Crane .... L.J. Calit
- Grace Benham .... Grace Callender
- Laura Oakley .... Head Sister
- Albert MacQuarrie .... Doutor Ramese
- Gretchen Lederer